# Kataja Basket Club
Kataja Basket Club ist ein finnischer Basketballverein aus Joensuu. Kataja trägt seine Heimspiele in der 2500 Plätze umfassenden Motonet Arena aus.

## Geschichte
Der Verein Kataja wurde 1900 gegründet. Basketball spielte man bei Kataja seit 1955 zunächst in unterklassigen finnischen Basketballligen, ehe 2001 der lang ersehnte Aufstieg in die höchste Liga, der Korisliiga, gelang. Dort wurde man in der ersten Saison direkt Dritter und gewann den finnischen Basketballpokal, den Suomencup. In den Folgejahren etablierte sich der Verein als Spitzenkraft des finnischen Vereinsbasketballs, gewann zwei weitere Male den Pokal und wurde noch viermal Vizemeister, zuletzt 2012.
In der Saison 2012/13 nahm Kataja an der EuroChallenge teil, wo man überraschend und als erster finnischer Verein bis ins Viertelfinale kam. Dort unterlag man BCM Gravelines.

## Erfolge
- 2× Finnischer Meister 2015, 2017
- 4× Pokalsieger finnischer Suomencup (2002, 2010, 2011, 2022)
- 6× Vizemeister finnische Korisliiga (2003, 2006, 2009, 2011, 2012, 2014)
- 5× Dritter finnische Korisliiga (2002, 2005, 2007, 2013, 2023)